# Pardosa timidula
Pardosa timidula är en spindelart som först beskrevs av Roewer 1951.  Pardosa timidula ingår i släktet Pardosa och familjen vargspindlar. Inga underarter finns listade i Catalogue of Life.